# LMS Princess Coronation Class 6233 Duchess of Sutherland
LMS Princess Coronation Class 6233 (British Railways 46233) Duchess of Sutherland (с англ. — «Герцогиня Сазерленд») — британский паровоз, построенный в 1938 году для London, Midland and Scottish Railway (LMS) на заводе Crewe Works по проекту Уильяма Станира. Принадлежит к типу 2-3-1 («Пасифик»), серии Coronation. Предназначался пассажирских поездов-экспрессов, включая Royal Scot, работавший на маршруте Лондон — Глазго.
Выведен из эксплуатации в 1964 году, после чего продан в лагерь Билли Батлина в Шотландии в качестве аттракциона. В 1996 году приобретён фондом Princess Royal Class Locomotive Trust с намерением привести его в рабочее состояние. В 2001 году № 46233 был восстановлен и вывешен на железные дороги национальной сети.

## Эксплуатация
Паровоз № 6233 был построен в июле 1938 года на заводе Crewe Works. Он входил в третью партию серии Coronation. Паровозы поставлялись без обтекаемого кожуха, который устанавливался на предыдущие экземпляры, и окрашивались в стандартный малиновый цвет LMS. Паровоз был оборудован одиночной трубой, не имел дефлекторов дыма. Ориентировочная стоимость одного экземпляра составляла 13 800 фунтов стерлингов.

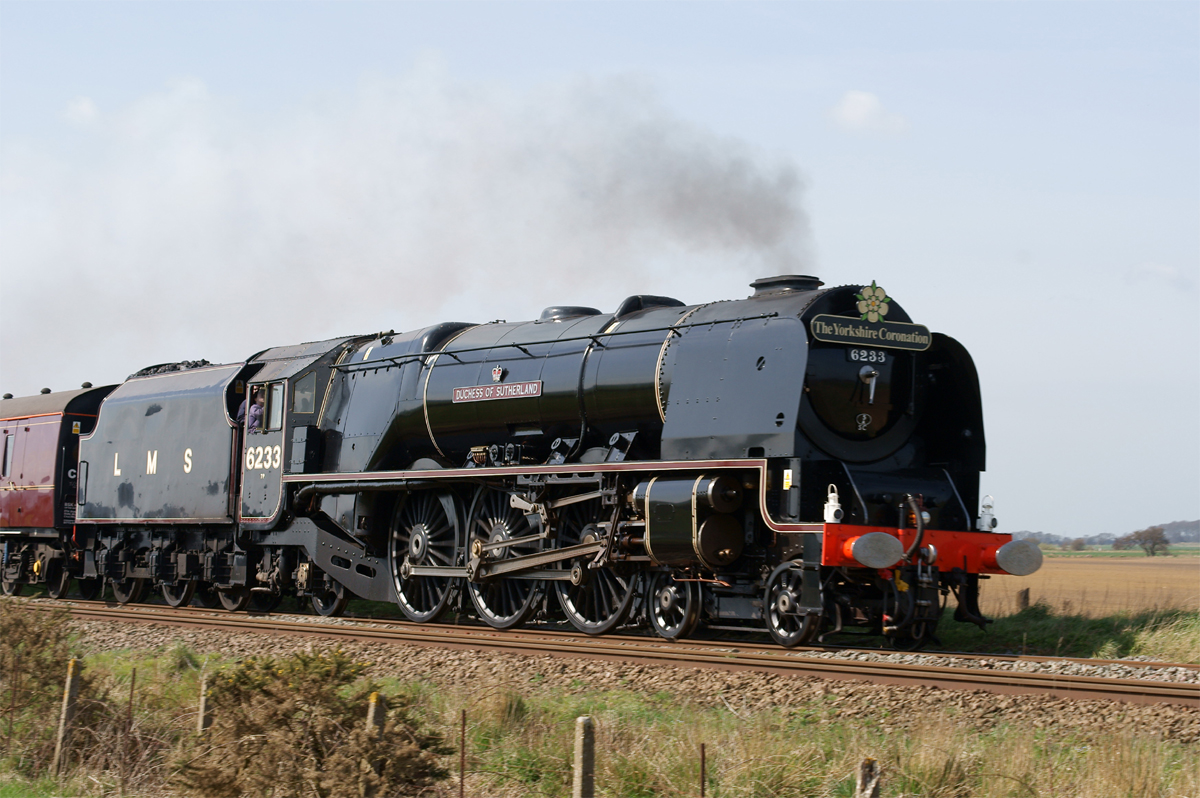
№ 6233 Duchess of Sutherland на линии в 2010 году в черной окраске с окантовкой LMS

Изначально № 6233 был приписан к депо Камдена (Лондон). В марте 1941 года на паровоз установили двойную трубу, а в сентябре 1945 года — дефлекторы дыма. В сентябре 1946 года его перекрасили в послевоенную чёрную ливрею LMS. После национализации 1 января 1948 года паровоз перешёл в собственность British Railways (BR) и был передан в депо Кру-Норт. В октябре 1948 года BR изменила обозначение локомотива на № 46233. В 1952 или начале 1953 года его перекрасили в зелёный цвет. В июне 1958 года локомотив был направлен в депо Карлайл-Апперби. В феврале 1964 был выведен из эксплуатации в депо Эдж-Хилл. За 25 лет службы Duchess of Sutherland прошёл 2 655 400 км, что является вторым по величине показателем среди представителей серии.

## Сохранение
После вывода из эксплуатации № 46233 был приобретен лагерем Батлинс-Хедс-оф-Эр (Шотландия). Позже его выкупил Брессингемский музей пара. В 1996 году № 6233 был приобретен фондом Princess Royal Class Locomotive Trust (PRCLT) и 3 февраля 1996 года прибыл в депо PRCLT в Суонуик-Джанкшен на Мидлендской железной дороге в Баттерли. В 2001 году № 6233 после капитального ремонта вернулся на железные дороги национальной сети.
Чтобы иметь право движения по главной магистрали, № 6233 был оснащён системой защиты и предупреждения (TPWS) и оборудованием для мониторинга поездов (OTMR), а также автоматической системой предупреждения (AWS).
6 марта 2010 года № 6233 вышел из депо в чёрной окраске с окантовкой LMS, которая сохранялась в течение 2010 года до начала капитального ремонта, продлившегося в течение сезона 2011 года.
3 марта 2012 года под обозначением № 46233 и в зелёной окраске, которая использовалась BR в начале 1950-х годов, паровоз вышел на Мидлендскую железную дорогу в Баттерли.
9 сентября 2018 года, к 80-летию паровоза, ему вернули первоначальное обозначение № 6233 и малиновую ливрею LMS.

## Галерея

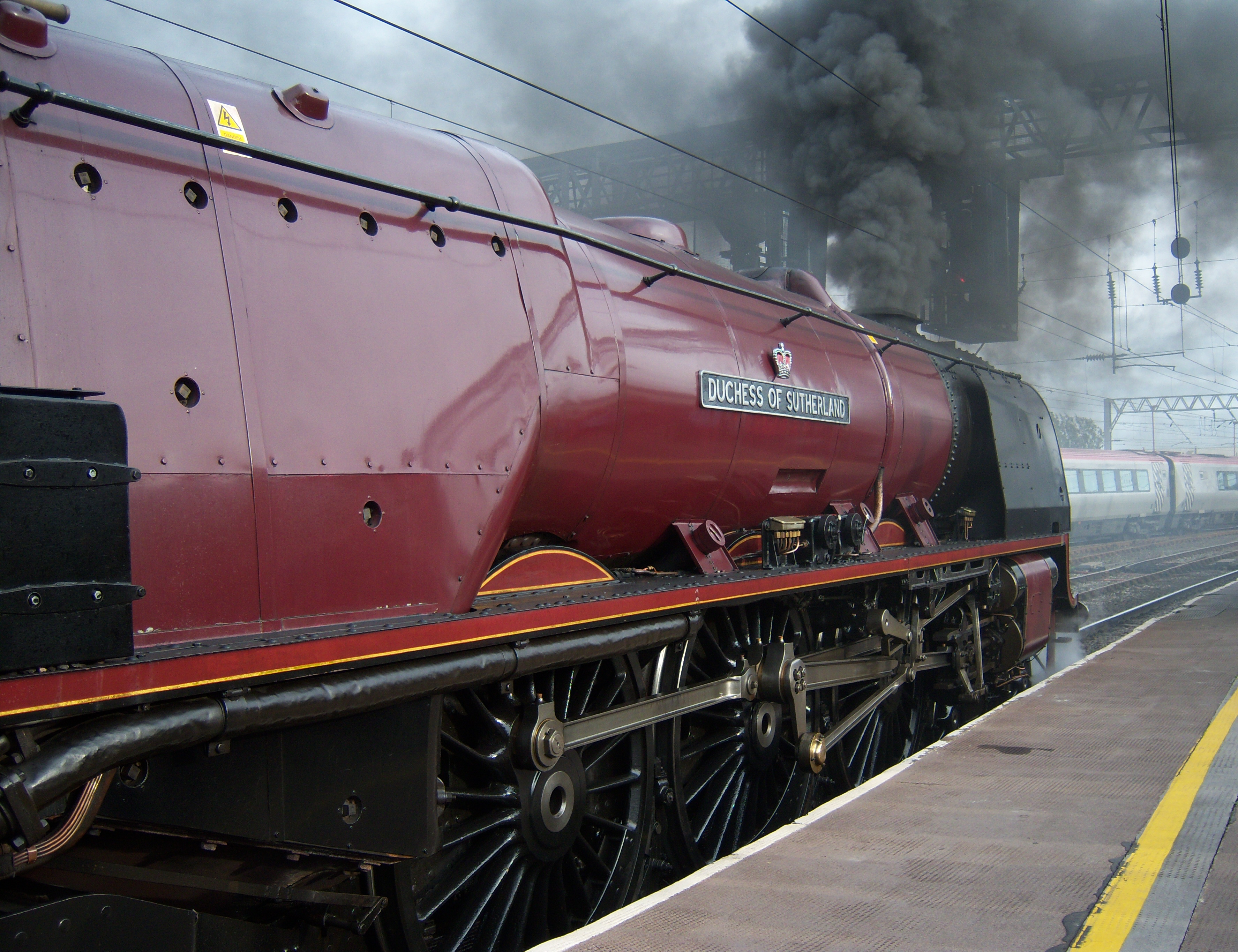
№ 6233 Duchess of Sutherland в Карлайле с поездом Royal Scot 10 октября 2009 года
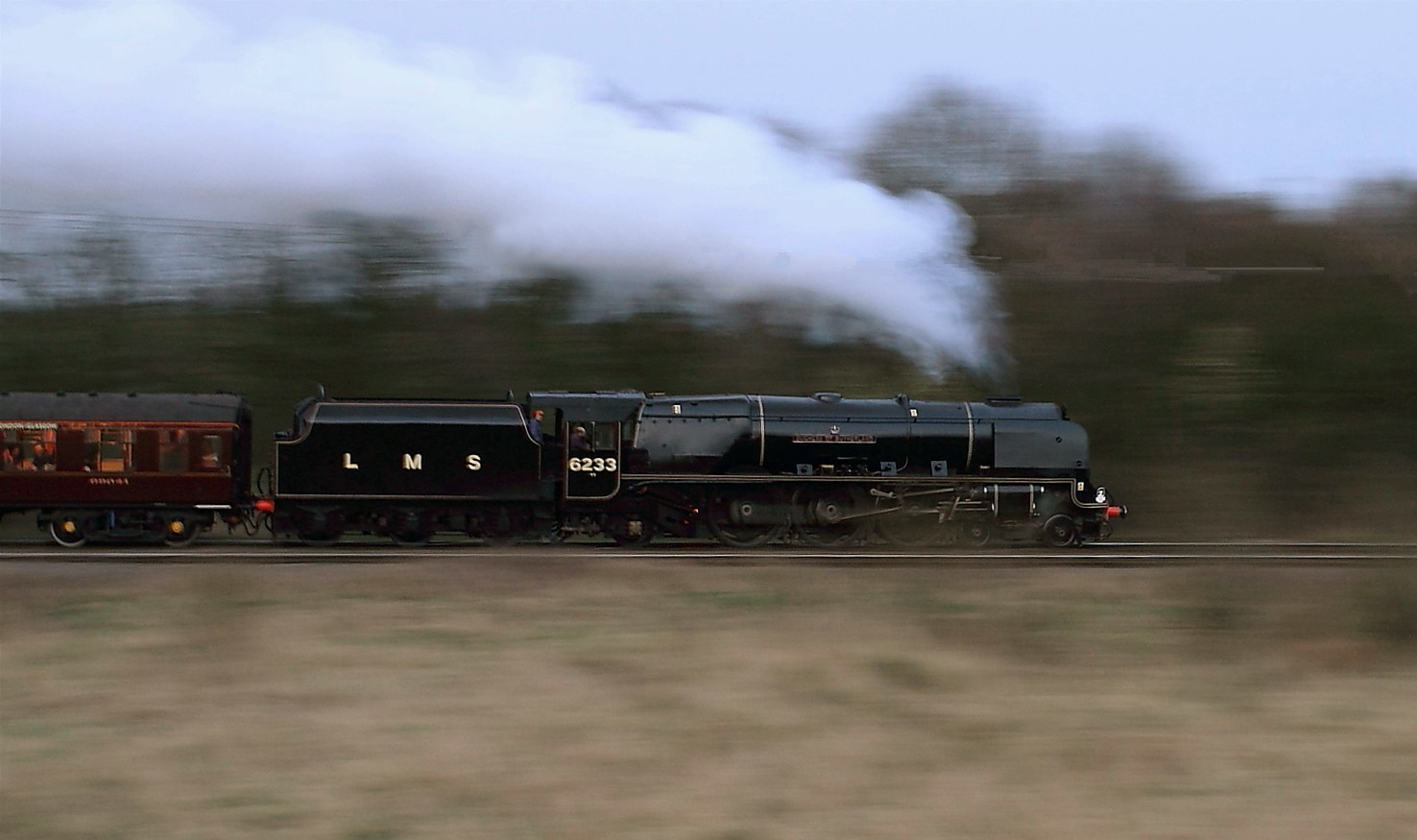
№ 6233 Duchess of Sutherland с чартерным поездом возле станции Кони-Грин (Дербишир), 10 апреля 2010 года
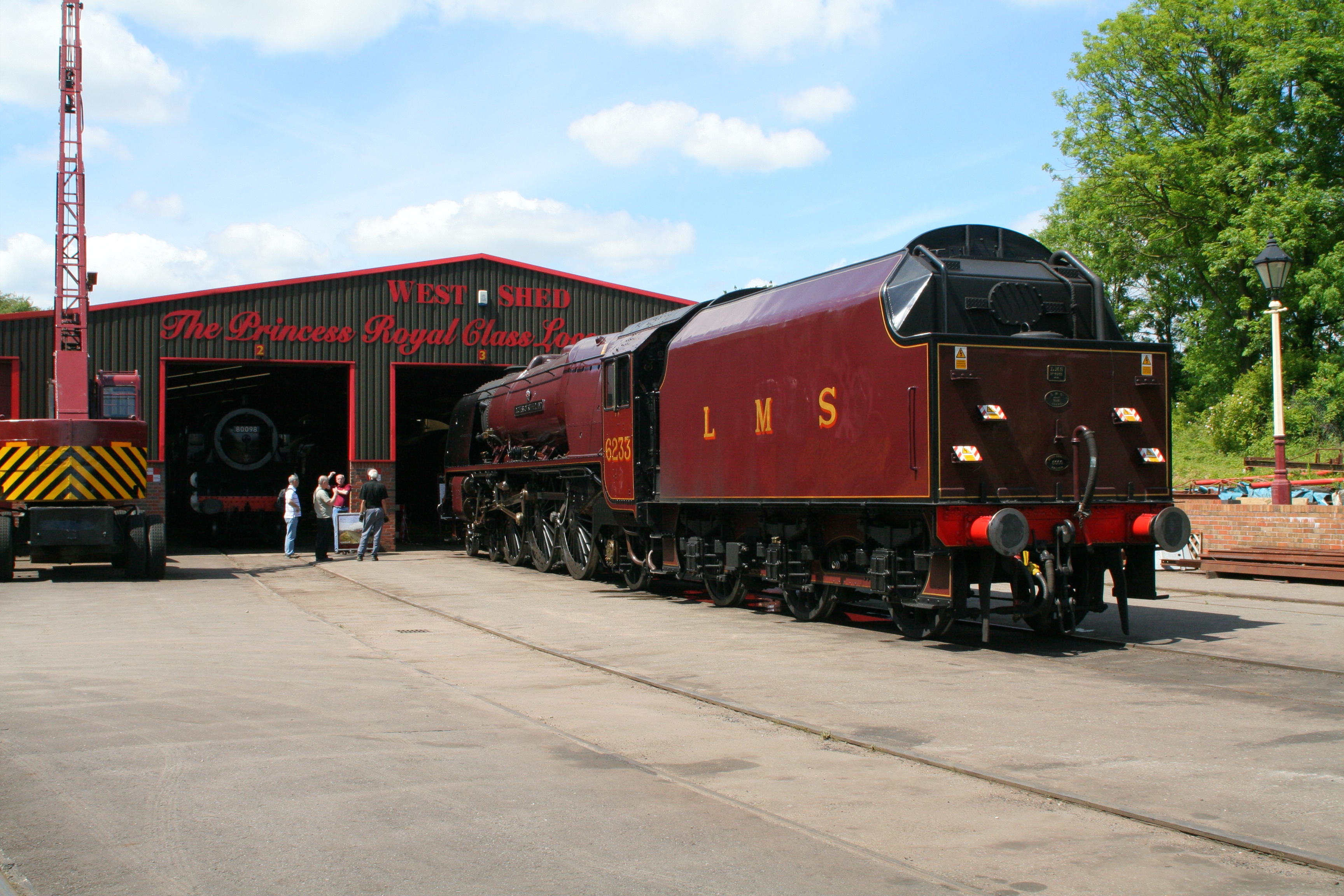
№ 6233 Duchess of Sutherland в депо на Мидлендской железной дороге в Баттерли в малиновой ливрее LMS, 14 июня 2009 года
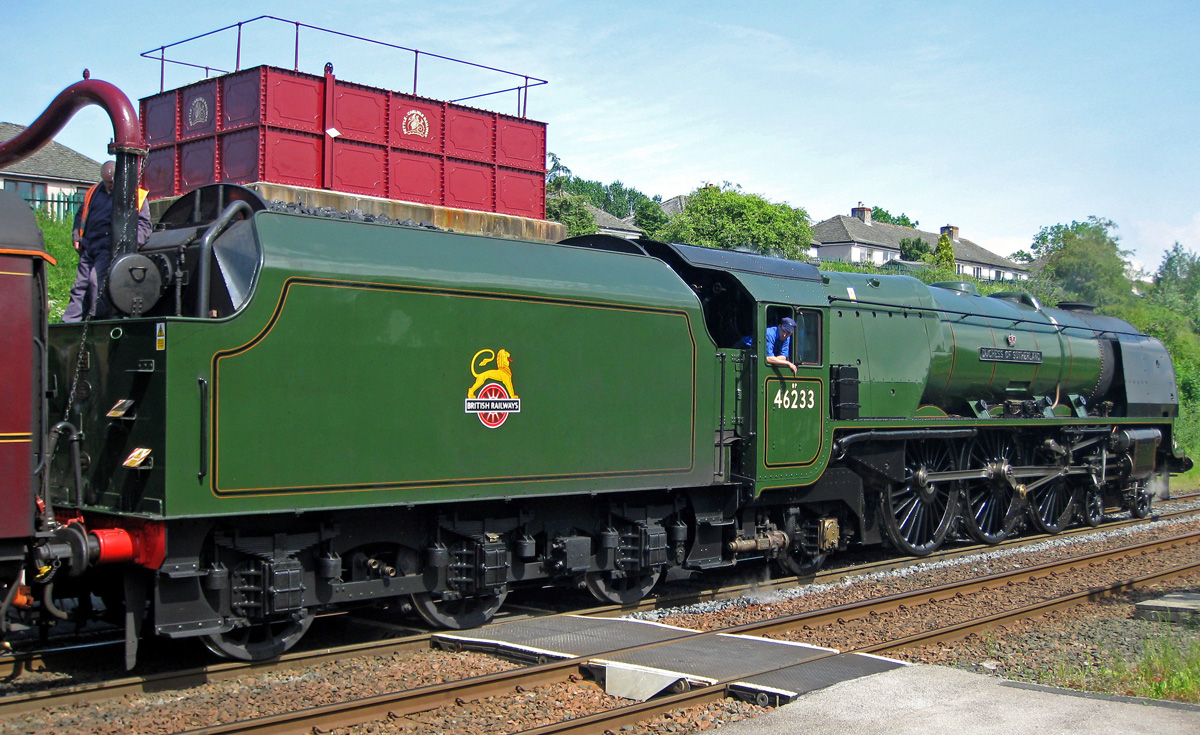
№ 46233 Duchess of Sutherland в зелёной ливрее начала 1950-х годов на станции Эпплби во время поездки на юг в июне 2012 года

## Королевский поезд
11 июня 2002 года Duchess of Sutherland стал первым паровозом, который тянул Королевский поезд впервые за последние 35 лет во время поездки королевы Елизаветы II в Северный Уэльс в рамках празднования 50-летия её восхождения на трон. Поездка также была приурочена к 160-летию первого Королевского поезда, вышедшего на линию в 1842 году.
22 марта 2005 года Duchess of Sutherland снова тянула Королевский поезд — второй раз за 40 лет среди паровозов. Поезд перевозил принца Уэльского из Сеттла в Карлайл. Поездка ознаменовала 25-ю годовщину создания лоббистской группы «Друзья Сеттла и Карлайла». В поездке Принц в течение 15 минут лично управлял паровозом.